# Castell de Castilló de Tor
El Castell de Castilló de Tor, o Castelló de Tor, és un castell medieval del terme del Pont de Suert, dins de l'antic terme de Llesp, pertanyent a l'Alta Ribagorça. És al cim del turó que hi ha damunt del poble de Castilló de Tor, que pren el nom del castell.

## Història
Una de les primeres referències documentals del castell és del segle x, quan el comte Unifred de Ribagorça donà l'heretat que tenia del seu pare, inclòs el castell, al priorat de Santa Maria d'Alaó, comunitat que fou breu a causa de crisi monàstica del segle xi. L'any 1040, el comte Ramon IV de Pallars Jussà vengué a Riculf Oriolf el Castelló de Tor amb els seus feus, parròquies i pertinences. Cap al 1085 el senyoriu del castell va a parar a mans de la seu de Roda. L'any 1321, els canonges de Sant Vicenç de Rodes van renunciar als seus drets sobre el castell a favor del bisbat de Lleida, des de llavors els fogatjaments citen el lloc de Castelló com a senyoriu eclesiàstic de la seu de Lleida.

## Descripció
Al turó on s'assenta el poble hi ha un gran rocam que possiblement fou la base del castell. Hi ha restes d'un mur semicircular a la part de ponent que envolta part d'aquesta base de roca. Al costat est es troba una estança de planta rectangular que conserva dos murs en angle recte, d'una amplada de 70 cm, fets de pedra irregular unida amb argamassa.
L'origen de la fortalesa data del segle x, però les restes conservades pertanyen, per les seves característiques, a l'època baix medieval. Tal vegada el mur corbat sobre la roca podria ser anterior.